# Cornelia Sulzer
Cornelia Sulzer, née le 4 janvier 1964 à Admont, est une coureuse en VTT cross-country et une fondeuse autrichienne.

## Palmarès en ski de fond

### Jeux olympiques
| Année | Age | 5 km | 10 km | 20 km | 4 × 5 km relay |
| ----- | --- | ---- | ----- | ----- | -------------- |
| 1988  | 24  | 20   | 26    | 37    | —              |

### Championnat du monde
| Année | Age | 10 km classical | 10 km freestyle | 15 km | 30 km | 4 × 5 km relay |
| ----- | --- | --------------- | --------------- | ----- | ----- | -------------- |
| 1989  | 25  | 32              | —               | 25    | —     | 10             |

### Coupe du monde
| Saison | Age | Classement |
| ------ | --- | ---------- |
| 1987   | 23  | 32         |

## Palmarès cyclisme

### Palmarès en VTT
- 1992
  -  Médaillée d'argent du championnat d'Europe de cross-country
- 1993
  -  Médaillée de bronze du championnat d'Europe de cross-country

### Palmarès sur route
- 1995
  - 3e du championnat d'Autriche sur route